# آنکارومالازا میفاناسوآ
آنکارومالازا میفاناسوآ (به لاتین: Ankaromalaza Mifanasoa) یک منطقهٔ مسکونی در ماداگاسکار است که در هائوته ماتسیاترا واقع شده‌است. آنکارومالازا میفاناسوآ ۷٬۷۲۰ نفر جمعیت دارد و ۱٬۱۱۳ متر بالاتر از سطح دریا واقع شده‌است.